# SpX-DM1
Die SpaceX Demonstration Mission 1, kurz SpX-DM1 oder Demo-1, war der erste, noch unbemannte orbitale Flug des wiederverwendbaren US-amerikanischen Raumschifftyps Crew Dragon.
Nach dem Pad-Abort-Test war die Mission SpX-DM1 der zweite Start einer Crew Dragon, aber deren erster Flug auf einer Trägerrakete, der Falcon 9.

## Missionsverlauf
Das von SpaceX entwickelte und für bemannte wie für unbemannte Missionen vorgesehene Raumschiff startete bei diesem ersten orbitalen Testflug am 2. März 2019 ohne Besatzung. Der Flugverlauf entsprach exakt demjenigen, der für die erste bemannte Mission geplant war. Am nächsten Tag dockte es vollautomatisch an die Internationale Raumstation (ISS) an. Es handelte sich um das erste automatische Dockmanöver eines US-Raumfahrzeugs an der ISS und das erste Kopplungsmanöver eines Raumschiffs mit Andockstutzen des neuen International Docking System Standards (IDSS).
Das Abdockmanöver fand am 8. März 2019 statt. Anschließend landete das Raumschiff an Fallschirmen vor der Küste Floridas im Atlantik. Alle früheren Dragon-Landungen waren im Pazifik erfolgt.

## Reaktionen
US-Präsident Donald Trump gratulierte SpaceX bereits fünf Tage vor Abschluss der Mission zu deren Erfolg. Nach der erfolgreichen Landung am 8. März gratulierten unter anderem der vorherige US-Präsident Barack Obama und der Leiter des russischen Weltraumorganisation Roskosmos, Dmitri Rogosin. Roskosmos hatte sich zuvor noch skeptisch gezeigt und angeordnet, dass der ISS-Kommandant Oleg Kononenko sich hinter vier geschlossenen Schotten in Sicherheit bringt, während die Crew-Dragon-Kapsel andockt.
Steve Stich, stellvertretender Leiter des Commercial Crew Program der NASA, zeigte sich erfreut über den Verlauf der Demomission. Die während des Flugs empfangenen Messdaten hätten gezeigt, dass die Leistung (performance) des Raumschiffs besser gewesen sei als erwartet, und dass das Andocken „phänomenal“ und das Abdocken fehlerfrei funktioniert habe. Das Hitzschutzsystem bei der Landung habe ebenfalls gut gearbeitet. Es seien aber noch weitere Messdaten auszuwerten.
Die von SpaceX und der NASA gemeinsam gestaltete Liveberichterstattung zur DM1-Mission wurde mit dem Emmy in der Kategorie Outstanding Interactive Program („außergewöhnliches interaktives Programm“) ausgezeichnet. Es handelt sich dabei um eine von rund 120 Kategorien, in denen der 2019er Emmy vergeben wurde.

## Galerie

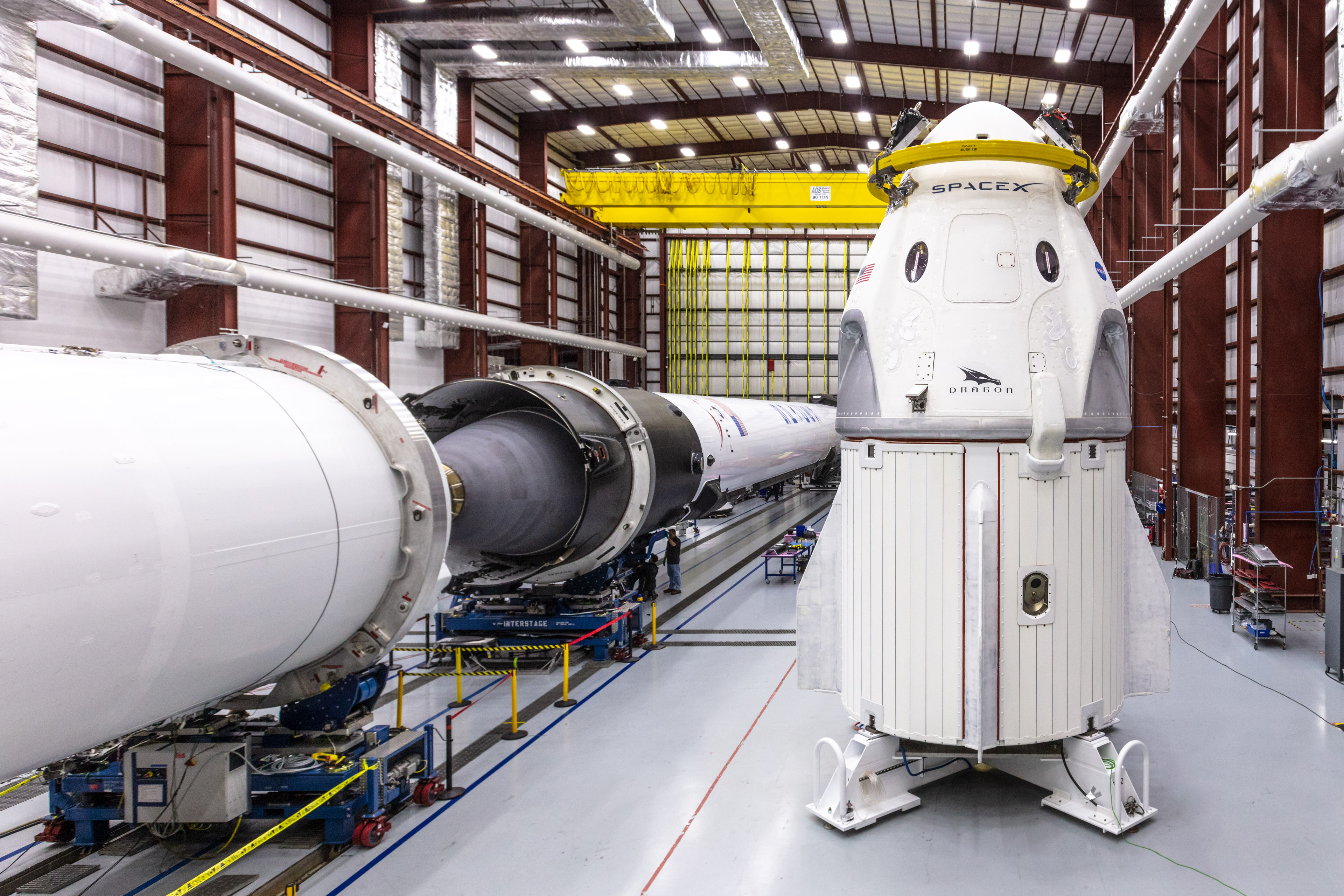
Crew Dragon im SpaceX-Hangar am Startplatz KSC LC-39A (Dezember 2018)
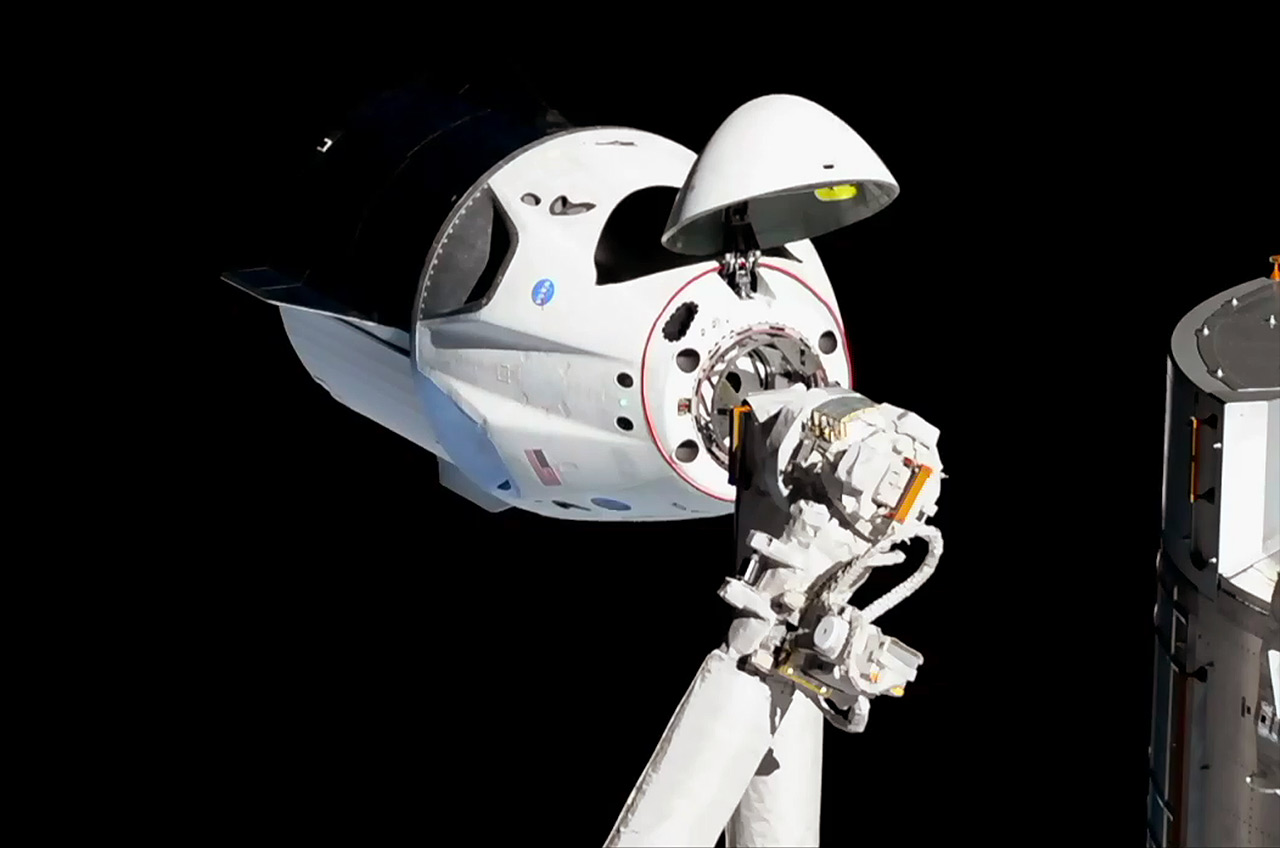
Crew Dragon im Anflug an die ISS; im Vordergrund der (nicht verwendete) Canadarm2
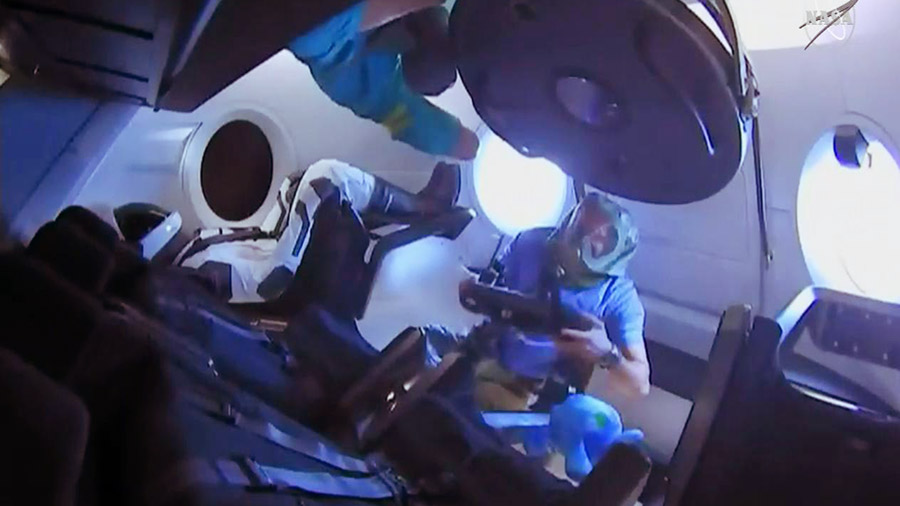
David Saint-Jacques prüft nach dem Andocken die Luftqualität in der Raumkapsel
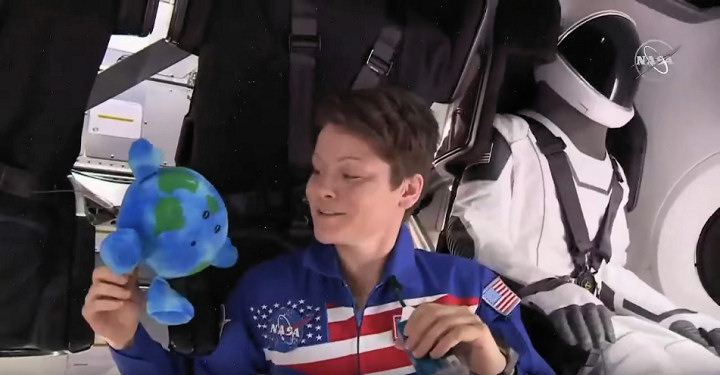
Anne McClain gibt anschließend in der Crew Dragon eine kurze Fernsehansprache
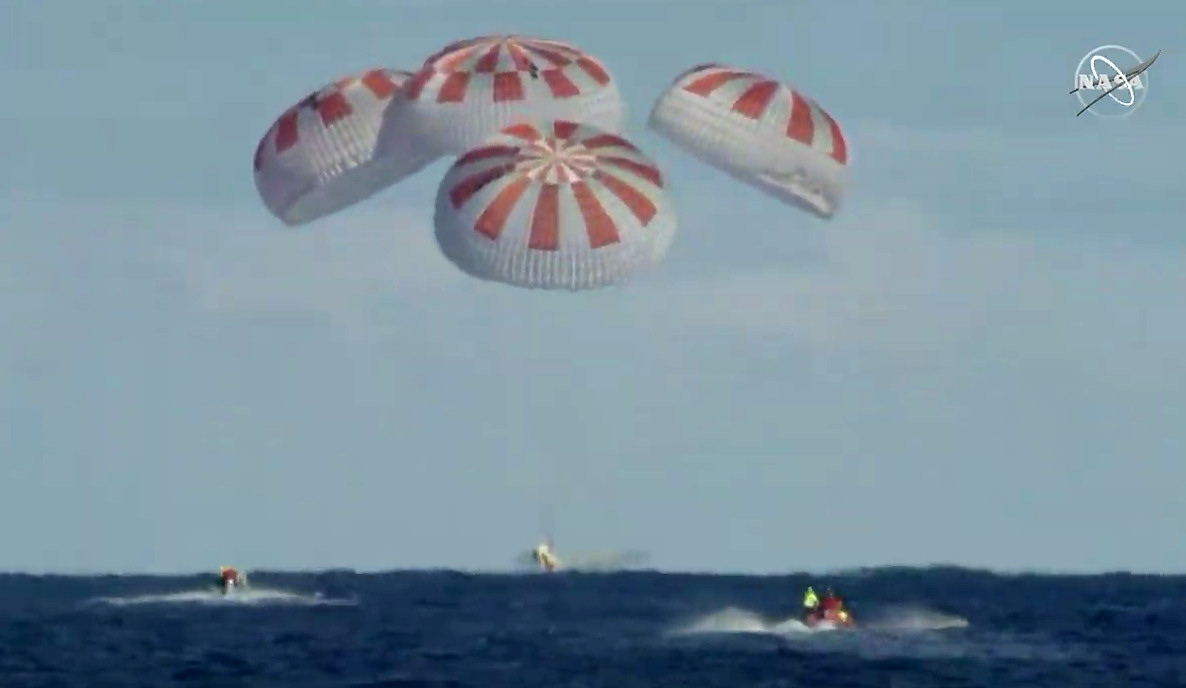
Landung der Crew Dragon im Atlantik
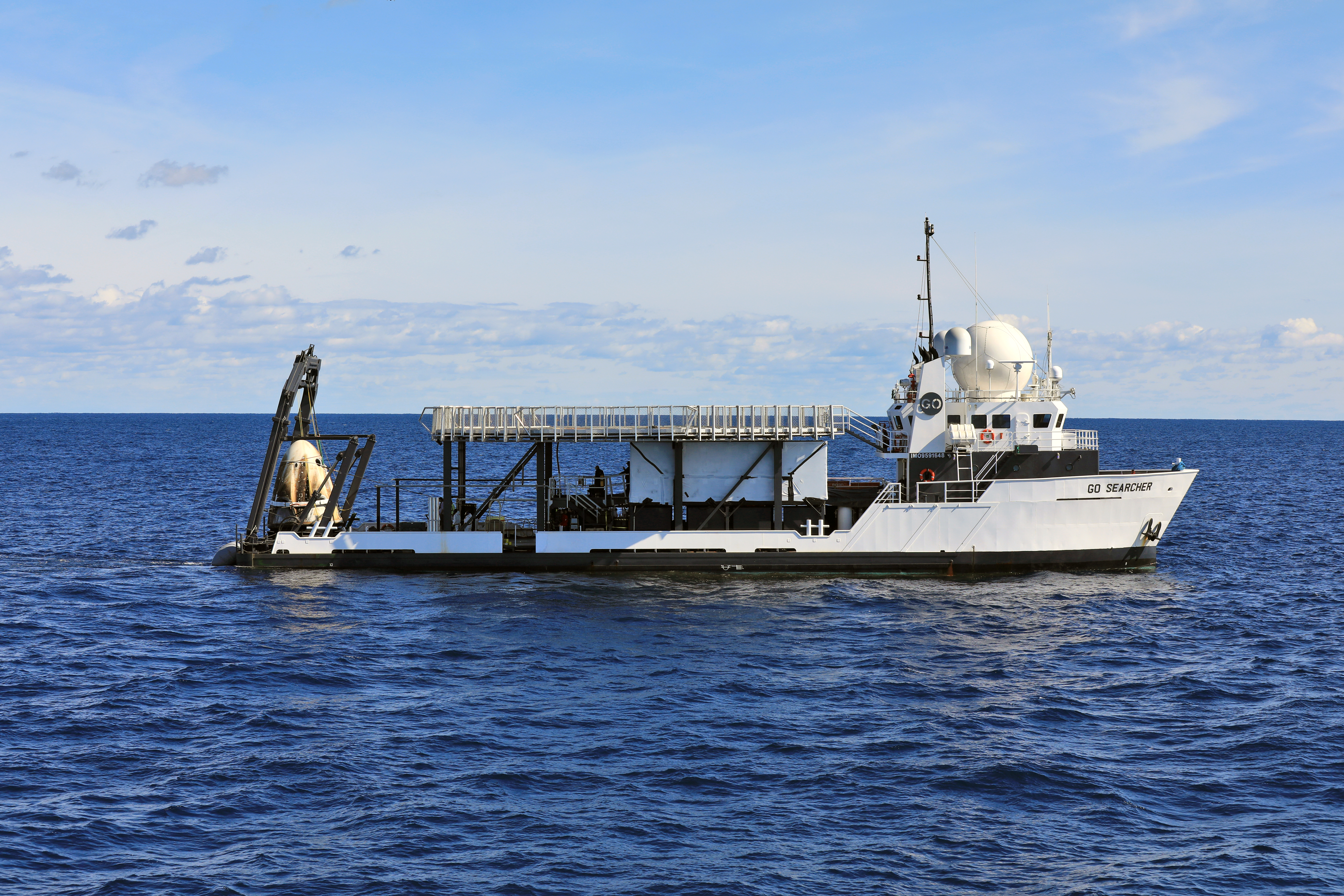
Bergung der Raumkapsel

## Nachfolgende Crew-Dragon-Missionen
Die weitere Planung sah vor, das Raumschiff zu überholen und im Juni 2019 für den sogenannten In-Flight-Abort-Test zu verwenden, bei dem das Rettungssystem der Raumkapsel im Flug ausgelöst wird. Ursprünglich sollte dieser Test noch vor SpX-DM1 stattfinden; der Flug zur ISS wurde jedoch vorgezogen. Im Sommer 2019 sollte dann  mit einer neu gebauten Crew-Dragon-Kapsel und der Mission SpX-DM2 ein bemannter Flug erfolgen, als erster bemannter US-Raumflug seit dem letzten Space-Shuttle-Flug STS-135 im Jahr 2011.
Sechs Wochen nach der Bergung aus dem Atlantik explodierte jedoch die DM1-Dragon-Kapsel bei einem Triebwerkstest auf einem Teststand. Es kam niemand zu Schaden, die weitere Zeitplanung wurde jedoch vorerst hinfällig.

## Vergleichbare Missionen
- Boe-OFT – erster unbemannter CST-100-Starliner-Flug
- Orbital Flight Test-2 – zweiter unbemannter CST-100-Starliner-Flug